# Möhlenhalenbeck
Möhlenhalenbeck ist ein Ortsteil der Gemeinde Balge im Landkreis Nienburg/Weser in Niedersachsen. Der Ort liegt zwischen Blenhorst und Buchhorst am Blenhorster Bach.
Östlich von Möhlenhalenbeck liegt das 6,1 ha große Naturschutzgebiet Buchhorster Auwald.

## Bauwerke
Siehe auch Liste der Baudenkmale in Balge
- Hofanlage Möhlenhalenbeck 10 aus dem 18. bis 19. Jahrhundert
- Wohn- und Wirtschaftsgebäude Möhlenhalenbecker Straße 20 von 1751